# Alfred Micallef
Alfred Micallef, född 16 juni 1954, är en maltesisk före detta fotbollsdomare som under 1990-talet dömde internationell fotboll. Av Veterans Malta Football Association har han framröstats till alla tiders bäste domare.
Mellan 1993 och 1999 dömde han åtta landskamper, varav fyra vänskapsmatcher och en match i vardera kval till VM 1994, EM 1996, VM 1998 och EM 2000. Två av vänskapsmatcherna Micallef dömde var i Rothmans Tournament 1996 respektive 1998, en turnering som då vartannat år spelades på Malta.
Han har också dömt matcher i Cupvinnarcupen, Uefacupen och Intertotocupen.